# Martin-Gropius-Bau (Koblenz)

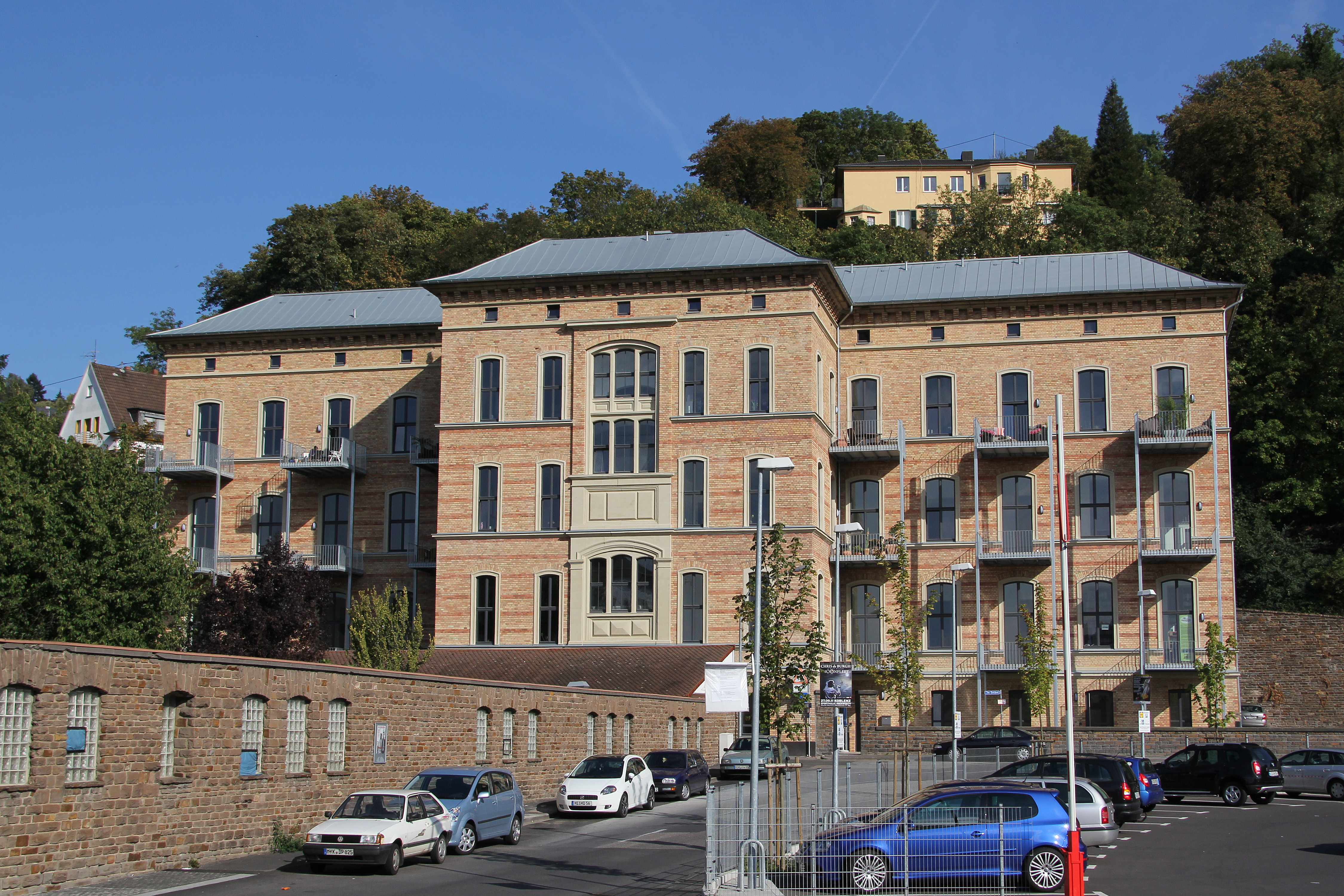
Der Martin-Gropius-Bau in Koblenz-Ehrenbreitstein

Der Martin-Gropius-Bau in Koblenz ist das Haupthaus des ehemaligen preußischen Garnisonslazaretts der Festung Koblenz. Nach gründlicher Sanierung wird das Gebäude im Stadtteil Ehrenbreitstein seit 2011 als Wohnhaus genutzt.

## Geschichte
Das von den Architekten Martin Gropius und Heino Schmieden 1876–1877 unter der Leitung des Garnisons-Bau-Inspektors Goldmann errichtete Gebäude befindet sich im Stadtteil Ehrenbreitstein am alten Kolonnenwege nach Asterstein und beherbergte zunächst ein Militärlazarett für die rechtsrheinischen Truppenteile mit 96 Krankenbetten. Der Bau wurde in den Jahren von 1878 bis 1893 erweitert. Von 1932 bis 1939 befand sich hier das Antoniuskolleg der Kapuzinerschule, im Zweiten Weltkrieg eine Schule für Unteroffiziere und ein Reservelazarett.
Nach dem Krieg fanden hier ausgebombte Familien kurzfristig eine Bleibe, bevor das Gebäude von 1951 bis 1959 wiederum den Kapuzinern als Internat diente. Später befanden sich Lager- und Büroräume in den unteren Stockwerken. Die Stadt Koblenz erwarb 1985 die ehemaligen Lazarettbauten, um dort die Grundschule Ehrenbreitsteins unterzubringen. Hierfür wurde schließlich nur das ehemalige Isolierhaus (für ansteckende Kranke) des Lazaretts verwendet und durch einen Anbau erweitert, das Hauptgebäude ging 1989 in Landesbesitz über. Dessen Pläne, im Haus das Landesamt für Denkmalpflege und eine archäologische Sammlung unterzubringen, scheiterten an den immensen Sanierungs- und Ausbaukosten von etwa 15 Millionen D-Mark. Einige Nebengebäude wurden in den 1980er bis 90er Jahren abgebrochen.
Nach jahrzehntelangem Leerstand und Sanierungsplanungen, die bis in das Jahr 1996 zurückreichen, konnte 2009 endlich ein Investor gefunden werden, der die teure Sanierung des seit 2008 denkmalgeschützten Gebäudes übernimmt. Die Maßnahme wurde vom Land Rheinland-Pfalz mit Fördergeldern unterstützt. Geplant war die Nutzung des Bauwerks als Wohnhaus, wobei die Ansprüche der Denkmalpflege gewahrt bleiben sollen. Die Sanierungsarbeiten begannen Mitte des Jahres 2010 und konnten 2011 abgeschlossen werden. Im Zuge der Sanierung wurde die Fassade des Gebäudes durch Anbau von Balkonen an der Vorderseite und Aufzugsschächten bzw. Treppenaufgängen an der Rückseite verändert. Im Inneren stellten vor allem die großen Raumhöhen eine Herausforderung dar, sie wurden durch Einbau von Galerien ausgenutzt.

## Bau
Der Martin-Gropius-Bau ist ein authentisches Dokument der Backsteinbaukunst der Berliner Schule nach Karl Friedrich Schinkel. Der dreigeschossige Bau zu fünfzehn Achsen über einem hohen Sockelgeschoss mit Mezzanin ist geprägt von 3,60 m hohen gewölbten Fenstern mit Sandsteineinfassungen, 4,80 m hohen Decken, einer Klinkerfassade und einem Mittelrisalit für das Treppenhaus. Das flache Walmdach erhebt sich über einem konsolengetragenen Kranzgesims.

## Trivia
Der Martin-Gropius-Bau war 2008 Bestandteil des Kurzfilms Gropius von Patrick Dollmann.

## Denkmalschutz
Der Martin-Gropius-Bau ist ein geschütztes Kulturdenkmal nach dem Denkmalschutzgesetz (DSchG) und in der Denkmalliste des Landes Rheinland-Pfalz eingetragen. Er liegt in Koblenz-Ehrenbreitstein Im Teichert 110 a.
Seit 2002 ist der Martin-Gropius-Bau Teil des UNESCO-Welterbes Oberes Mittelrheintal.